# Jevdokija Lukjanovna Strešněvová
Jevdokija Lukjanovna Strešněvová (rusky Евдоки́я Лукья́новна Стрешнёва, 1608 Měščovsk, Rusko – 18. srpna 1645 Moskva) byla jako manželka ruského cara Michaila Fjodoroviče ruská carevna v letech 1626–1645.

## Život

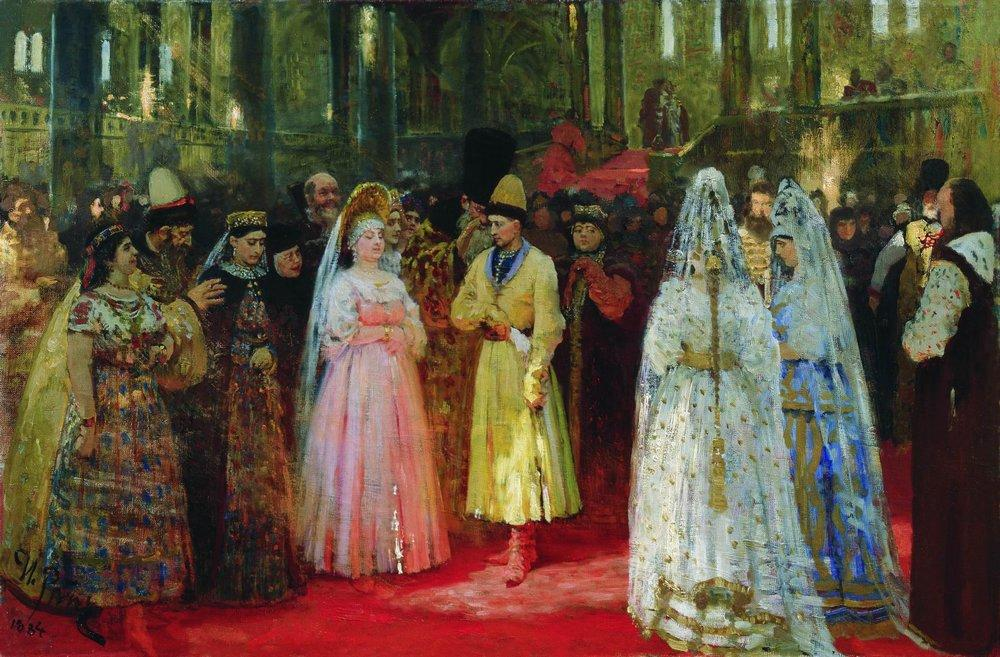
Car Michail si vybírá nevěstu; Ilja Repin

Jevdokiji, dceru Lukjana Strešněva, si car zvolil jako svou druhou manželku v roce 1626. Táhlo mu tehdy na třicátý rok a byl bezdětný vdovec. Byla tedy uspořádána nová volba nevěsty, na kterou bylo přivezeno na šedesát krasavic ze šlechtických rodin. Michailovi se však zalíbila Jevdokija – jedna ze služebných dívek, dcera měščovského dvořana Lukjana Strešněva a vzdálená příbuzná jedné z bojarských dcerek.
Skromná svatba se uskutečnila 5. února roku 1626 v Moskvě, snoubence oddal sám patriarcha Filaret, otec ženicha. Michail uvedl nevěstu do kremelských komnat pouhé tři dny před svatbou v obavách, aby nepřátelé dívce neublížili, navíc ji doma střežili otec a bratři. Tato opatření měla své kořeny v tom, že první Michailova nevěsta byla v důsledku dvorských intrik ještě před svatbou odstraněna od dvora a o jeho první ženě, jež onemocněla hned po svatbě a zemřela o několik měsíců později, se proslýchalo, že byla otrávena.
Jevdokija odmítla změnit si jméno na Anastázii, jak se po ní požadovalo, protože ani Anastázii Romanovně (první žena cara Ivana Hrozného), ani Marii Chlopové (první Michailova nevěsta) podle jejích slov „toto jméno štěstí nepřineslo“. Byla vzdálená dvorským politickým bojům a intrikám. Rodinný život Jevdokije a Michaila Fjodoroviče nakonec byl šťastný. Jevdokija porodila manželovi deset dětí – sedm dcer a tři syny, z nich se však dospělého věku dožily jen tři dcery a jediný syn, nejstarší Alexej, který nastoupil po svém otci na trůn. Žádná z dcer, které dosáhly dospělosti, se neprovdala.
U dvora však byla Jevdokija v obtížné situaci. Zastiňovala ji Michailova matka Xenie Ivanovna. Obě měly stejného zpovědníka a Xenie svou snachu doprovázela během návštěv klášterů i jiných míst. Vybírala také vychovatele pro svá vnoučata. Zdá se také, že Jevdokija neměla na Michaila vliv ani po smrti Marfy (Xenie) Ivanovny. Zemřela přibližně měsíc po svém manželovi.

## Potomci
| Jméno                 | Narození | Úmrtí |
| --------------------- | -------- | ----- |
| Irina                 | 1627     | 1679  |
| Pelagia               | 1628     | 1629  |
| Alexej I. Michajlovič | 1629     | 1676  |
| Anna                  | 1630     | 1692  |
| Marfa                 | 1631     | 1632  |
| Ivan                  | 1633     | 1639  |
| Sofie                 | 1634     | 1636  |
| Taťána                | 1636     | 1706  |
| Jevdokija             | 1637     | 1637  |
| Vasilij               | 1639     | 1639  |